# فرانك موريس
فرانك لي موريس (بالإنجليزية: Frank Morris)‏ (1 سبتمبر، 1926 - مفقود منذ 11 يونيو، 1962) كان مجرما أمريكيا هرب من جزيرة ألكتراز سنة 1962 و لم يشاهد مرة أخرى.

## حياته
ولد موريس في واشنطن العاصمة و هجره كلا والديه عندما كان صغير السن وأصبح يتيما عندما كان عمره 11، قضى آخر سنوات حياته يقدم الغذاء للسجناء، السجان قالوا أن جرائم موريس كثيرة مثل السطو والسرقة و ترويج المخدرات والقتال غير القانوني. و قيل أن موريس نسبة ذكائه هي 133 مما يجعله في أعلى %3.

## ألكتراز

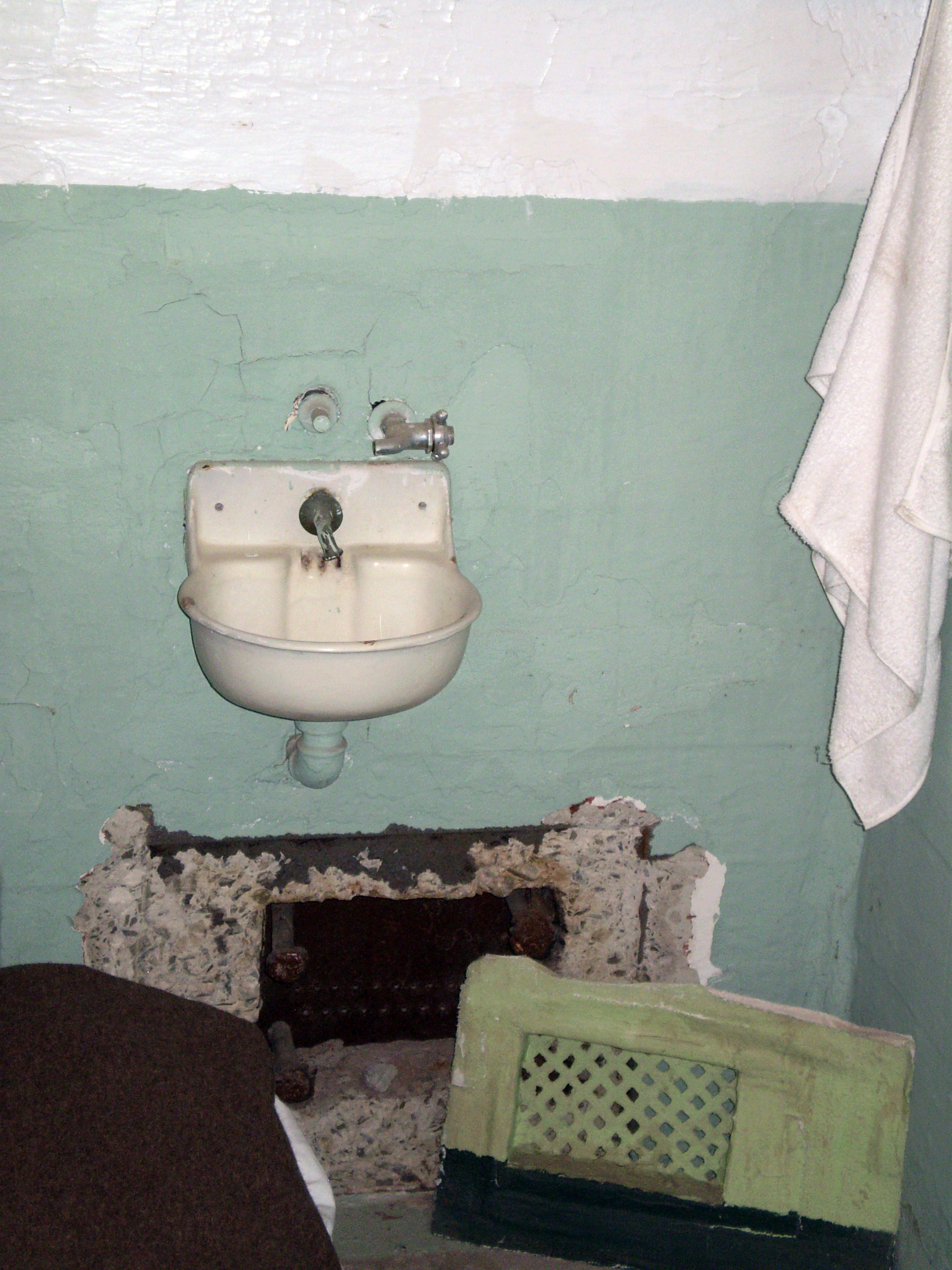
فتحات التهوية

في 30 يناير، 1960، تم نقل موريس إلى سجن ألكتراز حيث أصبح هناك السجين AZ1441، وبدأ يضع خطة هروبه بعد سنة من قدومه هناك. و قد تورط ثلاث مجرمين آخرين في عملية الهروب وهم: جون أنجلين وكلارنس أنجلين وآلن ويست (الذي دبر عملية الهروب) و لكنه كان الشريك الوحيد الذي لم يشارك في الهروب، لأنه لم يكن قادرا على نزع المروحة في الوقت المحدد عندما نفذت عملية الهروب.)
الهروب كان طويلا ومعقدا، ففي مدة سنتين قام الشركاء بصنع طوف نجاة ودمى مشابهة لهم، وقاموا أيضا بسرقة أدوات ليحفروا بها.

## وصلات خارجية
- Morris profiled at America's Most Wanted
- The Great Alcatraz Escape
- Frank Morris: Born in D.C., Escaped From Alcatraz - short bio on Frank Morris by Ghosts of DC